# Paradonea
Paradonea là một chi nhện trong họ Eresidae.